# Фабијан Шер
Фабијан Лукас Шер (20. децембар 1991) професионални је швајцарски фудбалер који игра на позицији центархалфа у одбрани. Тренутно наступа за Њукасл јунајтед и за репрезентацију Швајцарске.

## Клупска каријера
Након десет година проведених у омладинским погонима Вила, провео је три сезоне у првом тиму клуба где је одиграо преко 50 утакмица. Каријеру је наставио у Базелу, за који је потписао уговор 4. јула 2012. године. Лигашки деби је забележио 29. септембра против Лозане. Постигао је свој први гол за клуб 7. октобра против Сервета.
Дана 4. јуна 2015. године Шер је потписао за Хофенхајм. Након две године провео је једну сезону у Депортиву.
Шер је 26. јула 2018. потписао трогодишњи уговор са Њукасл јунајтедом.

## Трофеји
Базел
- Суперлига Швајцарске (3): 2012/13, 2013/14, 2014/15.

Њукасл јунајтед
- Лига куп Енглеске (1) : 2024/25.[9] (финалиста 2022/23)

Индивидуални
- Гол месеца у Премијер лиги: фебруар 2019.[10]